# Aaron Palushaj
Aaron Palushaj (* 7. September 1989 in Livonia, Michigan) ist ein ehemaliger US-amerikanischer Eishockeyspieler, der im Verlauf seiner aktiven Karriere zwischen 2007 und 2021 unter anderem 385 Spiele in der American Hockey League (AHL) auf der Position des Flügelstürmers bestritten hat. Darüber hinaus absolvierte Palushaj weitere 68 Partien für die Canadiens de Montréal, Colorado Avalanche und Carolina Hurricanes in der National Hockey League (NHL).

## Karriere

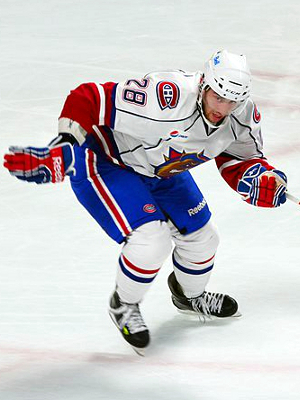
Palushaj im Trikot der Hamilton Bulldogs (2012)

Palushaj begann seine Karriere bei den Des Moines Buccaneers in der United States Hockey League, mit denen er 2006 den Clark Cup gewann. Beim NHL Entry Draft 2007 wurde er in der zweiten Runde an insgesamt 44. Position von den St. Louis Blues ausgewählt. Von 2007 bis 2009 besuchte er die University of Michigan und war währenddessen für deren Eishockeymannschaft, den Michigan Wolverines, in der Central Collegiate Hockey Association (CCHA) aktiv. In dieser Zeit gewann er 2008 mit den Wolverines den Mason Cup, die Meisterschaft der CCHA. Im Jahr darauf gelangen dem Offensivakteur in 39 CCHA-Spielen 50 Scorerpunkte, wodurch er am Saisonende in das CCHA First All-Star-Team sowie das West All-American-Team der National Collegiate Athletic Association berufen wurde.
Im Anschluss absolvierte er 52 Partien für die Peoria Rivermen, dem Farmteam der St. Louis Blues, in der American Hockey League (AHL), bevor er am 3. März 2010 von den Blues an die Montréal Canadiens abgegeben wurde. St. Louis erhielt im Gegenzug den Abwehrspieler Matt D’Agostini. In den folgenden drei Jahren bestritt Palushaj 41 Spiele für die Canadiens in der National Hockey League (NHL); den Großteil der Zeit war er für Montréals AHL-Farmteam Hamilton Bulldogs aktiv. Am 5. Februar 2013 wurde Aaron Palushaj vom Waiver aus von der Colorado Avalanche verpflichtet. Im Juli 2013 unterzeichnete er einen Vertrag über ein Jahr mit den Carolina Hurricanes. Dieses Jahr verbrachte er, von zwei NHL-Einsätzen abgesehen, ausschließlich beim Farmteam der Hurricanes, den Charlotte Checkers aus der AHL.
In der Folge gaben die Hurricanes Palushaj im September 2014 an den KHL Medveščak Zagreb ab, von dem er nur zwei Monate später innerhalb der Kontinentalen Hockey-Liga zu Awtomobilist Jekaterinburg wechselte. Dort beendete er die Saison 2014/15 und wechselte im Anschluss zurück nach Nordamerika, zu den Philadelphia Flyers. Diese setzten ihn jedoch ausschließlich bei ihrem AHL-Farmteam ein, den Lehigh Valley Phantoms, und verlängerten seinen auslaufenden Vertrag nicht, sodass er im September 2016 einen neuen, ausschließlich auf die AHL beschränkten Einjahresvertrag bei den Cleveland Monsters unterzeichnete. Kurz vor Beginn des Spengler Cup verließ er die Monsters und wurde vom belarussischen Klub HK Dinamo Minsk aus der Kontinentalen Hockey-Liga (KHL) verpflichtet. Dort kam er bis Saisonende auf 20 KHL-Partien, ehe er nach Schweden zu Brynäs IF wechselte. Dort blieb er nur während einer Spielzeit, ehe für die Saison 2018/19 zum Örebro HK wechselte, wo er als Assistenzkapitän fungierte. Zur Saison 2019/20 unterschrieb er schließlich einen Einjahresvertrag beim HC Davos aus der National League. Dieser wurde anschließend bis 2021 verlängert, ehe der 31-Jährige seine Karriere nach Auslaufen des Vertrags beendete im Sommer 2021 beendete.

### International
Aaron Palushaj vertrat sein Heimatland mit der US-amerikanischen Nationalmannschaft erstmals bei der U20-Junioren-Weltmeisterschaft 2009, bei dem das Team USA den fünften Platz belegte. Seinen zweiten Einsatz hatte er vier Jahre darauf bei der Herren-Weltmeisterschaft 2013. Bei diesem Turnier gewannen die US-Amerikaner nach einem Sieg im Spiel um Platz 3 gegen die finnische Auswahl die Bronzemedaille. Palushaj erzielte dabei in neun Einsätzen ein Tor sowie eine Torvorlage.

## Erfolge und Auszeichnungen
- 2006 Clark-Cup-Gewinn mit den Des Moines Buccaneers
- 2008 Mason-Cup-Gewinn mit der University of Michigan
- 2009 CCHA First All-Star Team
- 2009 NCAA West First All-American Team

### International
- 2013 Bronzemedaille bei der Weltmeisterschaft

## Karrierestatistik

### International
Vertrat die USA bei:
- U20-Junioren-Weltmeisterschaft 2009
- Weltmeisterschaft 2013

(Legende zur Spielerstatistik: Sp oder GP = absolvierte Spiele; T oder G = erzielte Tore; V oder A = erzielte Assists; Pkt oder Pts = erzielte Scorerpunkte; SM oder PIM = erhaltene Strafminuten; +/− = Plus/Minus-Bilanz; PP = erzielte Überzahltore; SH = erzielte Unterzahltore; GW = erzielte Siegtore; 1 Play-downs/Relegation; Kursiv: Statistik nicht vollständig)